# Enstegstätad fasad

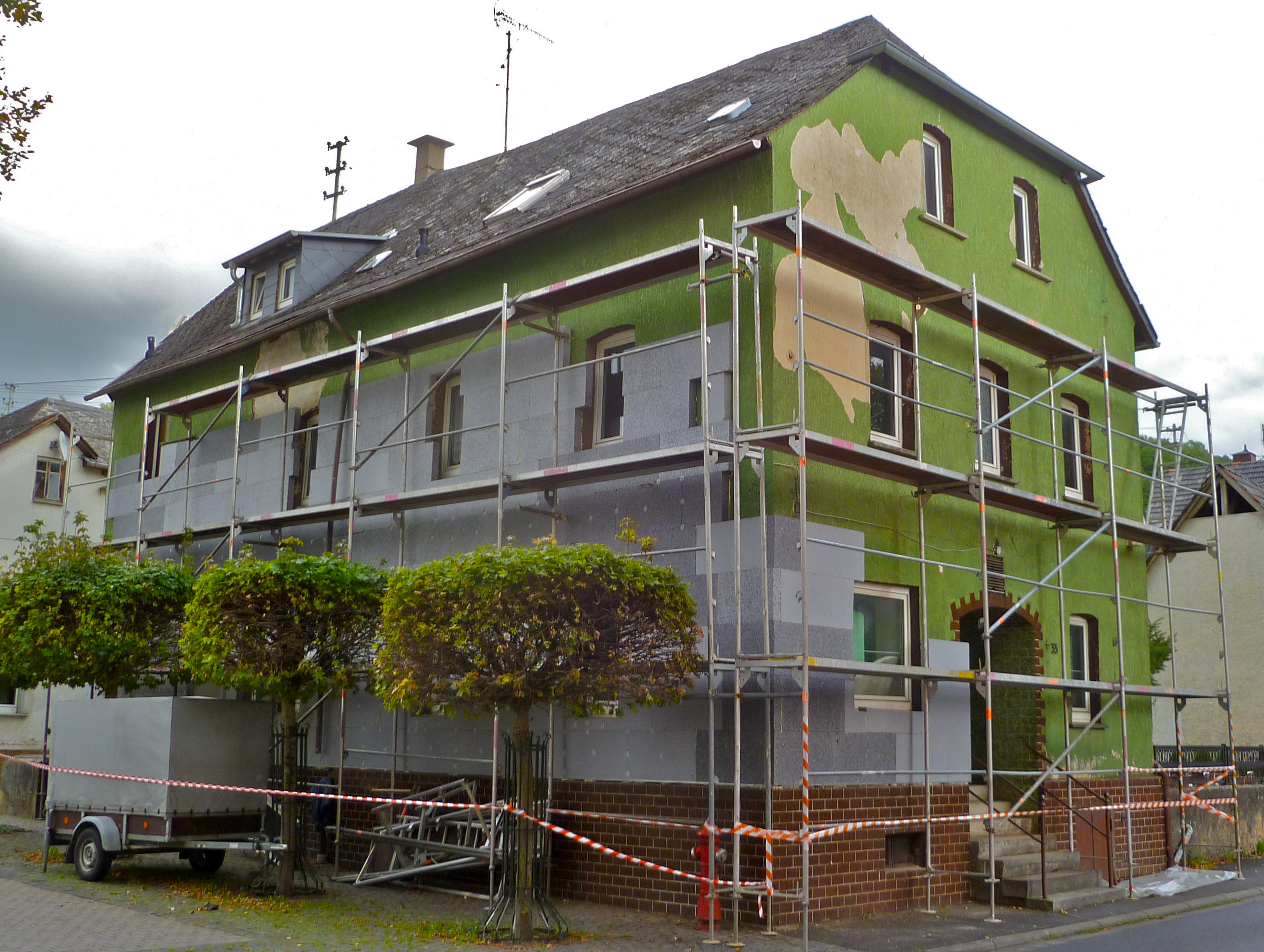
Puts på cellplast för tilläggsisolering av tegelbyggnad, så som det ursprungligen var tänkt att användas, alltså inte utanpå gips och trä.

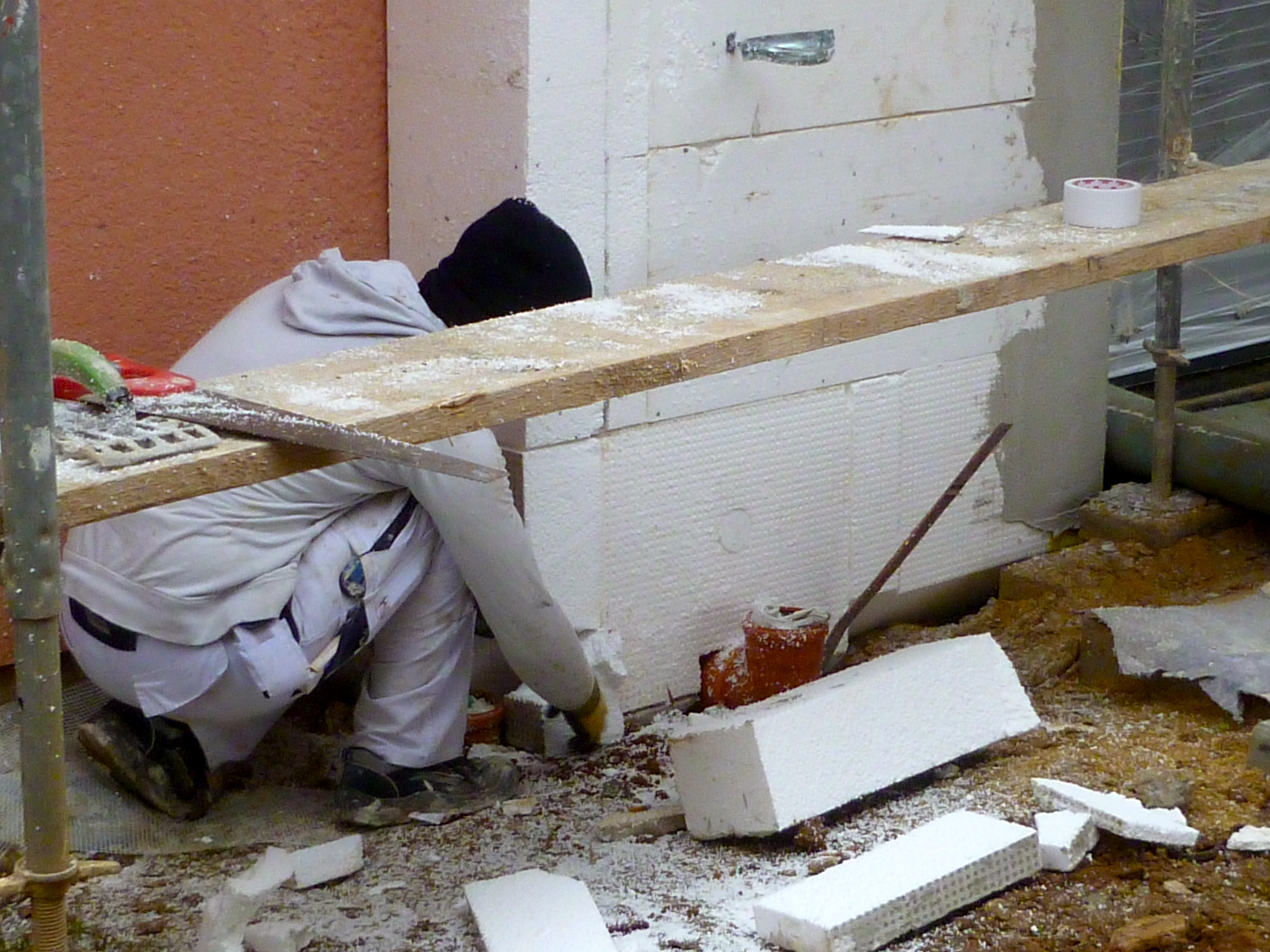
Puts på cellplast.

Putsning görs traditionellt på en fasad med luft och dräneringsspalt bakom. Från 1990-talet har putsning utan denna spalt gjort i så kallad enstegstätade fasader, där putsen (vanligen så kallad organisk tunnputs som stänger inne fukt) har påförts direkt på isoleringen (EPS vanligen), som i sin tur sitter utanpå gipskivor monterade på en träregelstomme. Dessa fasader har visat sig lätt få fukt- och mögelskador. Problemen med enstegstätade fasader, EIFS (Exterior Insulation and Finishing System), uppmärksammades i USA och Kanada under 1980-talet, se Engelska Wikipedias EIFS-artikel. År 2000 kom den Amerikanska byggnormen IRC (International Residential Code) att börja kräva ett tätskikt bakom isoleringen.
Systemet med puts på isolering utvecklades i Tyskland under 1950- och 60-talen för att användas som tilläggsisolering av murade hus. I samband med energikrisen i början av 1970-talet tilläggsisolerades många svenska hus av lättbetong eller tegel på detta sätt. Men då var det hård mineralull med tjockputs och det användes för tilläggsisolering av tegelmurverk eller lättbetong, material som är okänsliga för fukt.
Myresjöhus använde konstruktionen när de år 2000 konstruerade villor i Svedala vilket tidigt ledde till att fasaderna läckte och orsakade fuktskador på husen. Villaägarna drev ett rättsfall till Högsta domstolen som år 2015 dömde till villaägarnas fördel.